# Brudet
Brudet – wywar rybny, jedzony w Istrii i Dalmacji. Podstawowe składniki to: kilka rodzajów ryb, zwykle świeżo złowionych, sos pomidorowy i cebula. Cechą charakterystyczną brudetu jest to, że przyrządza się go używając jednego garnka. Ponadto podczas przygotowywania potrawy nie wolno jej mieszać, lecz należy potrząsać garnkiem. Danie zwykle podaje się z polentą.